# Хуан Ютін (спортивна стрільчиня)
Хуан Ютін (3 вересня 2006 , Тайчжоу, Чжецзян ) — китайська стрільчиня, олімпійська чемпіонка 2024 року.

## Виступи на Олімпіадах
| Олімпіада  | Дисципліна                              | Місце |
| ---------- | --------------------------------------- | ----- |
| Париж 2024 | пневматична гвинтівка, 10 метрів        | 2     |
| Париж 2024 | пневматична гвинтівка, 10 метрів, мікст | 1     |

## Зовнішні посилання
- Хуан Ютін (спортивна стрільчиня) на сайті ISSF (англійська)